# Kuba Stankiewicz
Kuba Stankiewicz (* 7. Dezember 1963 in Wrocław als Jakub Lech) ist ein polnischer Jazzpianist.

## Leben und Wirken
Stankiewicz trat zunächst an der Seite von Jan Ptaszyn Wróblewski hervor, bevor er 1985 Mitglied des Quintetts von Zbigniew Namysłowski wurde, mit dem er die Alben Open und Song of Innocence aufnahm und durch Nordamerika tourte. 1987 ging er für ein Instrumentalstudium bei Paul Schmeling und Ray Santisi ans Berklee College of Music, wo er 1990 abschloss.
Nachdem er mit dem Orchester von Artie Shaw auf Tournee war, kehrte er nach Polen zurück, wo er ein eigenes Quartett gründete. Daneben spielte er mit Darek „Oles“ Oleszkiewicz, Piotr Baron, Piotr Wojtasik und Cezary Konrad im Quintett Travelling Birds, mit dem er zwei Alben einspielte. Weiterhin trat er mit Art Farmer (Art in Wrocław), Scott Hamilton, Sheila Jordan und Harvie Swartz auf. Auch arbeitete er mit Janusz Muniak, Tomasz Szukalski und Anna Maria Jopek. Mit seiner Frau, der Sängerin Inga Lewandowska, spielte er das Album Chopin Songbook (2003) ein. Auf seinem Tribut-Album Kilar (2013) präsentiert er Film- und Fernsehmusik des polnischen Komponisten Wojciech Kilar.
Stankiewicz lehrt Klavier in der Jazzabteilung der Universität Zielona Góra. 2009 erhielt er die Doktorwürde von der Musikakademie Wrocław.

## Preise und Auszeichnungen
Stankiewicz erhielt den Oscar Peterson Award; auch kam er ins Halbfinale der Thelonious Monk International Jazz Piano Competition. Sein Album Northern Song wurde 1993 als bestes polnisches Jazzalbum von den Lesern des Magazins Jazz Forum ausgezeichnet.

## Diskographische Hinweise
- Northern Song (1993)
- Kilar (2013)
- Music of Victor Young (2014)